# 101-я стрелковая дивизия

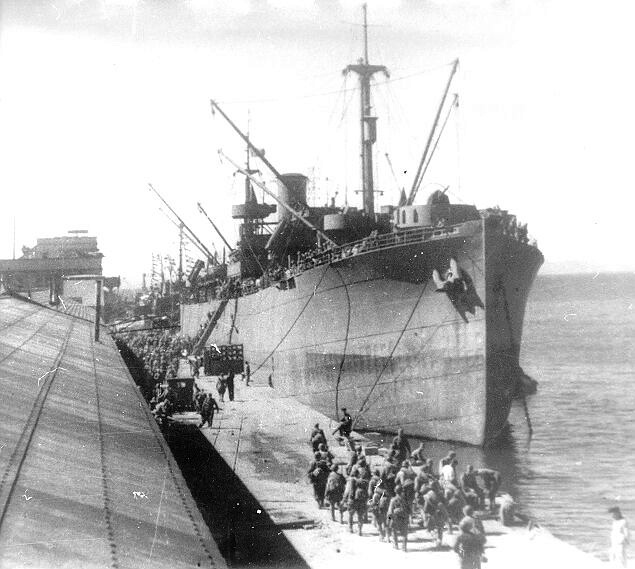
Посадка личного состава десанта на транспорты.

101-я стрелковая ордена Ленина дивизия (сокращённо 101 сд) — общевойсковое формирование (соединение, стрелковая дивизия) РККА в Великой Отечественной войне.

## История
С 1 января 1937 года 4-й Башкирский отдельный территориальный стрелковый полк был развёрнут в 98-ю горнострелковую дивизию. В 1937 году 292 гсп, 98 обс и 98 осапр 98 гсд были передислоцированы на Дальний Восток и включены в состав частей береговой обороны формируемого Камчатского укреплённого района Тихоокеанского флота ВМФ СССР. В соответствии с директивой Наркома Обороны СССР оставшиеся формирования 98-й горнострелковой дивизии к 1 мая 1938 года передислоцированы в Особую Краснознамённую Дальневосточную армию и вошли в состав 101 гсд при её сформировании.
101-я горнострелковая дивизия (101-я гсд) сформирована 28 августа 1938 года во 2-й отдельной краснознамённой армии (2 ОКА) в городе Петропавловск-Камчатский на базе 292-го стрелкового полка Тихоокеанского флота, развёрнутого в 1937 году из 10-го отдельного стрелкового батальона 4-го Башкирского полка, передислоцированного из Уфы. Также на укомплектование 101 гсд из 60-го Камчатского морского пограничного отряда были переданы Ключевская, Усть-Большерецкая, Петропавловская манёвренные группы и батарея 107-мм пушек, численностью 6.500 чел.
Частям дивизии были присвоены новые номера:
 — 292 сп — 138 гсп;
 — 293 сп — 198 гсп;
 — 294 сп — 302 гсп;
 — (№ ?) сп — 373 гсп;
 — 98 горный ап — 279 горный ап;
 — 98 обс — 103 обс;
 — 98 осапр — 119 (осб) осапр;
 — 98 отд. кавэскадрон — 19 отд. кавэскадрон;
 — 98 отд. зенпул рота — 31 отд. зенпульрота;
 — 98 гаубичный артиллерийский полк — 428 гап.
К 25.04.1940 года переведена на штат 9000 человек.
В 1940 году по итогам инспекторской проверки горнострелковая дивизия приказом командующего Дальневосточным фронтом (ДВФ) отмечена в числе передовых соединений ДВФ.
На 22 июня 1941 года входила в состав Особого стрелкового корпуса (ДВФ). В период Великой Отечественной войны дивизия оставалась в составе Дальневосточного фронта и в действующую армию не направлялась. Дислоцировалась на Камчатском п-ве.
Директивой Генерального штаба РККА № орг (2) 2092 от 17 июня 1942 года переформирована в 101-ю стрелковую дивизию.
Были сформированы отдельные артиллерийский, зенитный дивизионы. Из состава дивизии выведен 198 стрелковый полк, ставший отдельным в составе Камчатского УР. В июле 1942 года 302 сп стал отдельным, а в состав 101 сд вошёл 198 сп.
В 1943 году управлению (штабу) 101 сд оперативно подчинялись по вопросам охраны и обороны:
- 128-я смешанная авиационная дивизия;
- Петропавловская военно-морская база (ВМБ);
- 60-й пограничный отряд;
- 428-й гаубичный артиллерийский полк;
- 198-й отдельный стрелковый полк;
- три отдельных артиллерийских дивизиона;
- 5-й отдельный стрелковый батальон;
- ряд складов материальных средств.

С 15 января 1945 года формирование вывели из состава Северной группы войск ДВФ и ввели в оперативное подчинение Камчатского оборонительного района ДВФ.
К началу войны с Японией в состав 101-й сд входили войсковые части:
 — взвод управления КАД
 — 138-й, 198, 373-й сп, отд. учебный стр. батальон;
 — 279-й лап, 169-й оиптд, 1160 озад ;
 — 119-й оисб, 103-й обс, 131-й омсб, 38-я орхз, 70-я ппс, 19-й отд. кавалерийский эскадрон (в составе которого был бронепоезд).
 — подразделения обеспечения:
 — дивизионная пошивочная ремонтная мастерская, 13-й подвижной полевой госпиталь,
178-й дивизионный ветеринарный лазарет, 9-я полевая хлебопекарня, отдел контрразведки «СМЕРШ».
В период Советско-японской войны дивизия участвовала в Курильской десантной операции (18.08 — 01.09.1945).
18—23 августа 1945 года два полка соединения при поддержке батальона морской пехоты и кораблей Тихоокеанского флота овладели островом Шумшу — основным опорным пунктом японских войск на Курильских островах, а затем — и остальными островами Северной гряды, совместно с силами Петропавловской военно-морской базы, 128-й смешанной авиационной дивизии, 2-го отдельного бомбардировочного полка морской авиации и 64 кораблями десанта. В десанте также участвовали отдельный батальон моряков (командир — майор Почтарёв) и подразделения пограничников НКВД.
15.02.45 года 198 сп был выведен из состава 101 сд и стал отдельным с подчинением командующему Камчатским ОР. С 01.10.45 вошёл в состав 255 сд (2ф), оттуда в состав 101 сд вошёл 968 сп.
Осенью 1945 года в составе дивизии создана 645-я дабр в состав которой вошли 428-й гап, 279-й пап, 828-й минп. Остался отдельным 517-й осад.
В июне 1948 года 101 сд переформирована в 6-ю ордена Ленина пулемётно-артиллерийскую дивизию (6-ю пулад) и была дислоцирована на севере Курильской гряды в укреплённом районе.
138 сп переформирован в 12 пулап в период с 07.04.48 по 01.07.48,
373 сп переформирован в 45 пулап к 01.07.48,
968 сп переформирован в 18 пулап к 29.05.48,
279 ап переформирован в 50 пулап;
428 гап — в 428 ап 6 пулад.

## В составе
- 45-го стрелкового корпуса 2 ОКА (23.08.38 — 04.10.39)
- Северной группы войск ДВФ (Северной армейской группы 2 ОКА) (04.10.39 — 21.06.40)
- Особого стрелкового корпуса, Дальневосточного фронта (21.06.40 — 9.07.43)
- 56 ск, 16-й армии Дальневосточного фронта — с 10 июля 1943 по декабрь 1944
- Камчатского оборонительного района ДВФ (с 15.01.45)

## Награды
- 14 сентября 1945 года —  Орден Ленина — награждена указом Президиума Верховного Совета СССР от 14 сентября 1945 года за образцовое выполнение заданий командования в боях против японских войск на Дальнем Востоке при форсировании рек Амур и Уссури, овладении городами Дзямусы, Мэргэнь, Бэйаньчжэнь, южной половиной острова Сахалин, а также островами Сюмусю и Парамушир из группы Курильских островов и проявленные при этом доблесть и мужество.[1]

Награды частей дивизии:
- 138-й стрелковый ордена Ленина[2] Краснознамённый полк
- 302-й стрелковый ордена Красной Звезды[2] полк
- 373-й стрелковый Краснознамённый[2] полк
- 279-й артиллерийский Краснознамённый[2] полк

## Состав
- управление (штаб)
- 138-й стрелковый полк (08.1938-06.1948)
- 198-й стрелковый полк (08.1938-06.1942) (07.1942-02.1945)
- 302-й стрелковый полк (08.1938-07.1942) (06.1945-08.1948)
- 373-й стрелковый полк (08.1938-06.1948)
- 968-й стрелковый полк (10.1945-06.1948)
- 279-й артиллерийский полк
- 169-й отдельный истребительно-противотанковый дивизион
- 19-я разведывательная рота
- 119-й сапёрный батальон
- 103-й отдельный батальон связи (103-я отдельная рота связи)
- 131-й медико-санитарный батальон
- 38-я отдельная рота химический защиты
- 50-я автотранспортная рота
- 9-я полевая хлебопекарня
- 178-й дивизионный ветеринарный лазарет
- 13-й подвижный полевой госпиталь
- 70-я полевая почтовая станция
- 19-я полевая касса Госбанка

### август 1945
В августе 1945 года в состав 101 сд входили:
- управление
- взвод управления КАД
- 138-й стрелковый полк
- 302-й стрелковый полк
- 373-й стрелковый полк
- 279-й лёгкий артиллерийский полк
- отдельный учебный стрелковый батальон
- 169-й отдельный истребительный противотанковый дивизион
- 119-й отдельный сапёрный батальон
- 103-й отдельный батальон связи
- 131-й отдельный медико-санитарный батальон
- 38-я отдельная рота химической защиты
- 70-я полевая почтовая станция
- дивизионная пошивочная ремонтная мастерская
- отдельная зенитно-пулемётная рота
- 13-й подвижной полевой госпиталь
- 178-й дивизионный ветеринарный лазарет
- 9-я полевая хлебопекарня
- отдел контрразведки «СМЕРШ»
- броневой поезд 19-го отдельного кавалерийского эскадрона

## Командиры дивизии
- Городнянский, Авксентий Михайлович (август 1938 — 25.10.1940), майор, комбриг
- Пичугин, Иван Павлович (25.10.1940 — 27.06.1942), полковник;
- Можаев, Семён Фёдорович (01.08.1942 — 22.09.1943), генерал-майор;
- Дьяков, Порфирий Иванович (23.09.1943 — 04.11.1945), генерал-майор;
- Воронов, Рустик Борисович (05.11.1945 — ??.??.1948), полковник.

## Начальники штаба
- Стенин, Владимир Филиппович (09.1938 — 05.1940);
- Себер, Всеволод Иванович (05.1940 — весна 1943), полковник[4];
- Воронов, Рустик Борисович (на 08.1945), подполковник

## Командиры полков
- 138 сп
- Сазонов, Александр Михайлович (08.1938 — 01.04.1941);
- Гончаров, Фёдор Семёнович (01.04.1941 — 03.1942);
- Шинкаренко, Иван Алексеевич (19.03.1942 — 25.07.1942);
- Меркурьев, Константин Дмитриевич (21.07.1942 — 01.11.1945);
- Колесник, Алексей Владимирович (11.10.1945 — ???);
- 198 сп
- Писарев, Михаил Тимофеевич (??? — 26.06.1940);
- Артюшин, Пётр Александрович (01.1940 — 29.10.1942); дата назначения согласно автобиографии
- Говоров, Сергей Ильич (29.10.1942 — 05.06.1945);
- Филимонов, Иван Михайлович (05.06.1945 — ???);
- 302 сп
- Клочников, Фёдор Васильевич (??? — 07.05.1941);
- Лазарев, Назарий Семенович (17.05.1941 — 21.07.1942);
- Шинкаренко, Иван Алексеевич (21.07.1942 — 22.05.1943);
- Иньков, Фёдор Иванович (22.05.1943 — 11.11.1944);
- Филимонов, Иван Михайлович (24.08.1944 — 12.06.1945);
- Говоров, Сергей Ильич (05.06.1945 — 05.11.1945);
- Губанов, Максим Кононович (05.11.1945 — ???);
- 373 сп
- Винокуров, Михаил Николаевич (??? — 22.05.1943);
- Шинкаренко, Иван Алексеевич (22.05.1943 — 03.06.1943);
- Захаров, Тихон Иванович (08.06.1943 — 01.11.1943);
- Губайдулин, Вениамин Гиниатулович (01.11.1943 — 1946);

## Герои Советского Союза
- Кот, Василий Андреевич, старший лейтенант, старший инструктор политического отдела дивизии.
- Савушкин, Степан Аверьянович, старший лейтенант, начальник физической подготовки дивизии.
- Шутов, Пётр Иванович, майор, заместитель командира 138-го стрелкового полка.